# René Wheeler
René Wheeler (* 8. Februar 1912 in Paris, Frankreich; † 11. Dezember 2000 in Équemauville) war ein französischer Dialog- und Drehbuchautor und Regisseur.

## Leben und Wirken
Wheeler hatte in den 1920er Jahren das Collège de Pontoise besucht, ehe er im Laufe der frühen 1930er Jahre zu schreiben begann. 1936 stieß er zum Film, zunächst als Schauspieler („Moutonnet“, 1936), dann recht bald als Dialogschreiber und Drehbuch-Coautor. Seine ersten Arbeiten entstanden für Filme des Schauspielers Noël-Noël, den er bei seinem Debüt vor der Kamera kennengelernt hatte.
Nach dem Krieg machte sich Wheeler einen Namen mit Manuskripten zu thematisch sehr unterschiedlichen, kommerziell überaus erfolgreichen Unterhaltungsfilmen, darunter die Komödie Tatis Schützenfest, das Kostüm- und Abenteuerstück Fanfan, der Husar und der Einbrecher-Krimiklassiker Rififi. Auch am letzten Laurel-und-Hardy-Film Atoll K war er als einer von mehreren Drehbuchautoren beteiligt. Für seine Drehbuchbeteiligung an Der Nachtigallenkäfig wurde Wheeler kriegsbedingt mit mehreren Jahren Verspätung für einen Oscar nominiert.
Zwischen 1949 und 1959 versuchte sich der Pariser auch dreimal als Regisseur; seine zum Teil recht ambitionierten Geschichten waren jedoch nur mäßig erfolgreich. Seit den 60er Jahren konzentrierte sich René Wheeler auf die Arbeit für das Fernsehen und verfasste die Drehbücher ‘L’inspecteur Leclerc’, ‘Les compagnons de Jéhu’, ‘L’enfance de Thomas Edison’, ‘Des oiseaux sur la branche’ und ‘Marie Curie’ sowie zahlreiche Drehbuchadaptionen, darunter 1980 zum Mehrteiler Die Geheimnisse von Paris (Les mystères de Paris). 1968 schrieb er mehrere Manuskripte zur Hamburger Krimiserie Polizeifunk ruft.
René Wheeler hat auch für das Theater (das Stück Il pleut bergère) geschrieben, als Regisseur setzte er mit der 13-teiligen Serie L’éventail de Séville seine eigenen Drehbücher um. 1974 veröffentlichte er in Zusammenarbeit mit einem Co-Autoren den Roman La maison des bois.
Wheeler stand zwischen 1959 und 1963 als Präsident der Standesorganisation der Drehbuchautoren Frankreichs, dem Syndicat des scénaristes, vor.

## Filmografie (Auswahl)
als Drehbuchautor, wenn nicht anders angegeben
- 1937: L’innocent
- 1938: Je chante (nur Produktionsleitung)
- 1939: La damille Duraton (auch Produktionsleitung)
- 1942: Une étoile au soleil
- 1944: Der Nachtigallenkäfig (La Cage aux rossignols)
- 1945: Nuits d’alerte
- 1946: L’ennemi sans visage
- 1947: Hafenliebchen (Les amants du pont Saint-Jean)
- 1947: La vie en rose (Turlots Tagebuch) (La vie en rose)
- 1947: Tatis Schützenfest (Jour de fête)
- 1949: Premières armes (auch Regie)
- 1950: L’homme de joie
- 1951: Atoll K
- 1951: Die Schönheitskönigin von Paris (La Plus Belle Fille du Monde)
- 1952: Fanfan, der Husar (Fanfan la Tulipe)
- 1952: Plume au vent
- 1953: Die Liebe einer Frau (L’amour d’une femme)
- 1954: Theodora, Kaiserin von Byzanz (Teodora, imperatrice di Bisanzio)
- 1954: Châteaux en Espagne (auch Regie)
- 1954: Rififi
- 1955: Die Lumpen fahren zur Hölle (Les salauds vont en enfer)
- 1956: Die Wölfe (Pardonnez nos offenses)
- 1956: Die Abenteuer des Till Ulenspiegel (Les Aventures de Till L’Espiègle)
- 1956: Mord am Montmartre (Réproduction interdite)
- 1957: Hinter blinden Scheiben (Méfiez-vous, fillettes)
- 1958: Die Nacht hat schwarze Augen (Fekete szem éjszakája)
- 1959: Dem Teufel verschrieben (L'ambitieuse)
- 1960: Im Banne der Ekstase (Vers l’extase) (auch Regie)
- 1961: Verbrechen aus Liebe (Le crime ne paie pas)
- 1965: Tagebuch einer Frauenärztin (Le journal d'une femme en blanc)
- 1970: Paix sur les champs